# Kanton Le Puy-en-Velay-Nord
Der Kanton Le Puy-en-Velay-Nord war bis 2015 ein französischer Wahlkreis im Arrondissement Le Puy-en-Velay, im Département Haute-Loire und in der Region Auvergne; sein Hauptort war Le Puy-en-Velay. Sein Vertreter im Generalrat des Départements war zuletzt von 1992 bis 2015 Gérard Convert (PS).

## Gemeinden
Der Kanton umfasste sechs Gemeinden und einen Teil der Stadt Le Puy-en-Velay
| Gemeinde        | Einwohner Jahr | Fläche km² | Bevölkerungsdichte | Code INSEE | Postleitzahl |
| --------------- | -------------- | ---------- | ------------------ | ---------- | ------------ |
| Aiguilhe        | 1574 (2013)    | 1,1        | 1431 Einw./km²     | 43002      | 43000        |
| Chadrac         | 2628 (2013)    | 2,48       | 1060 Einw./km²     | 43046      | 43770        |
| Chaspinhac      | 783 (2013)     | 16,44      | 48 Einw./km²       | 43061      | 43700        |
| Malrevers       | 740 (2013)     | 14,09      | 53 Einw./km²       | 43126      | 43800        |
| Le Monteil      | 604 (2013)     | 2,22       | 272 Einw./km²      | 43140      | 43000        |
| Polignac        | 2822 (2013)    | 33,05      | 85 Einw./km²       | 43152      | 43000        |
| Le Puy-en-Velay | 18.619 (2013)  | –          | – Einw./km²        | 43157      | 43000        |

## Bevölkerungsentwicklung
| 1990 | 1999   | 2006   | 2011   |
| ---- | ------ | ------ | ------ |
| 9871 | 10.201 | 10.313 | 10.136 |